# Hôtel d'Agar
L’hôtel d'Agar est un hôtel particulier situé à Cavaillon, dans le département de Vaucluse.

## Historique
Dans les années 1990, un couple de médecins, Christian Morand et Véronique Valton, rachètent le bâtiment et le jardin pour les restaurer. L’hôtel d’Agar ouvre pour la première fois ses portes au public en l’an 2000 lors d’une exposition en hommage au poète Joseph d’Arbaud.
Le bâtiment et le jardin font l’objet d’une inscription au titre des monuments historiques depuis le 14 mars 2011. 
L’hôtel d’Agar est présenté comme un condensé de l’histoire de Cavaillon[réf. incomplète] du XIIe au XVIIe siècle. Les lieux sont ouverts au public pendant les journées du patrimoine, les journées des jardins ou lors d'expositions. Il existe une association des amis de l'hôtel d'Agar.
L'hôtel abrite deux tableaux attribuables, selon les affirmations des propriétaires relayées par la presse locale, au Caravage,. 

## Galerie

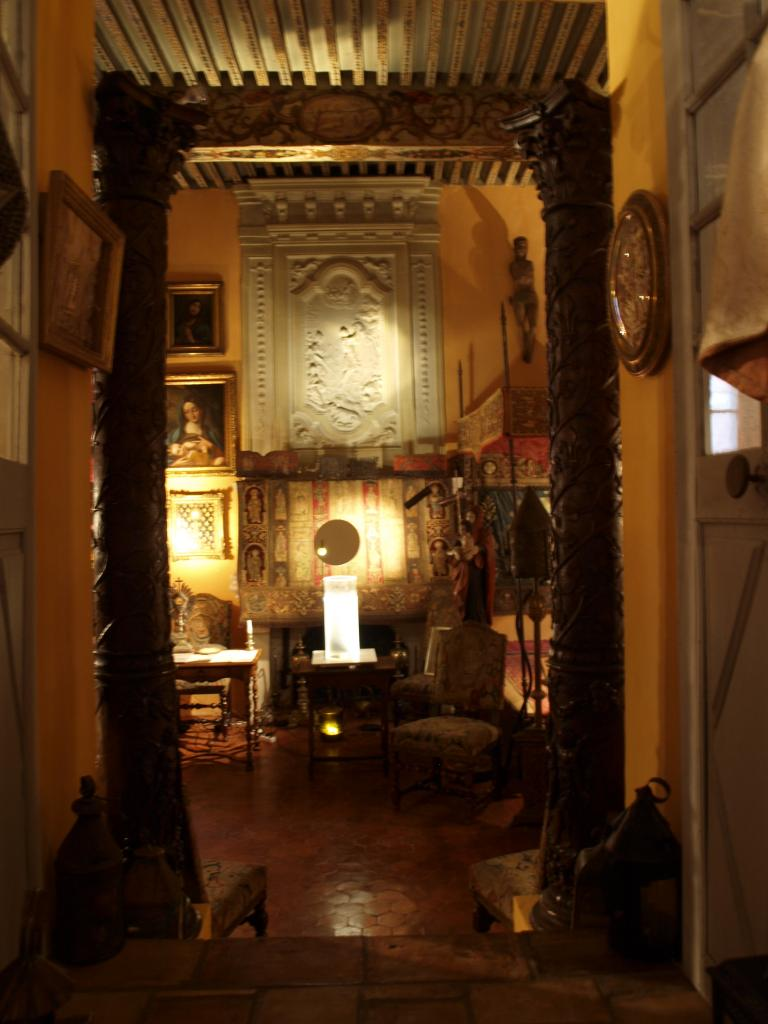
Plafond peint et cheminée.
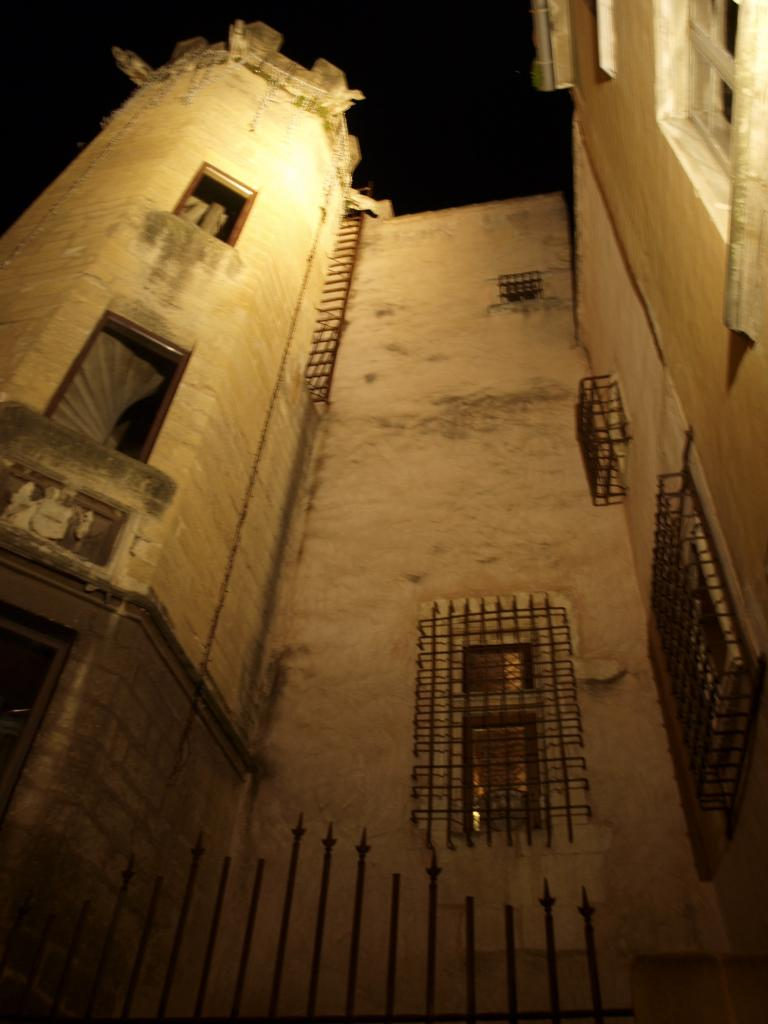
Tour gothique de l'hôtel d'Agar (passage Vidau).
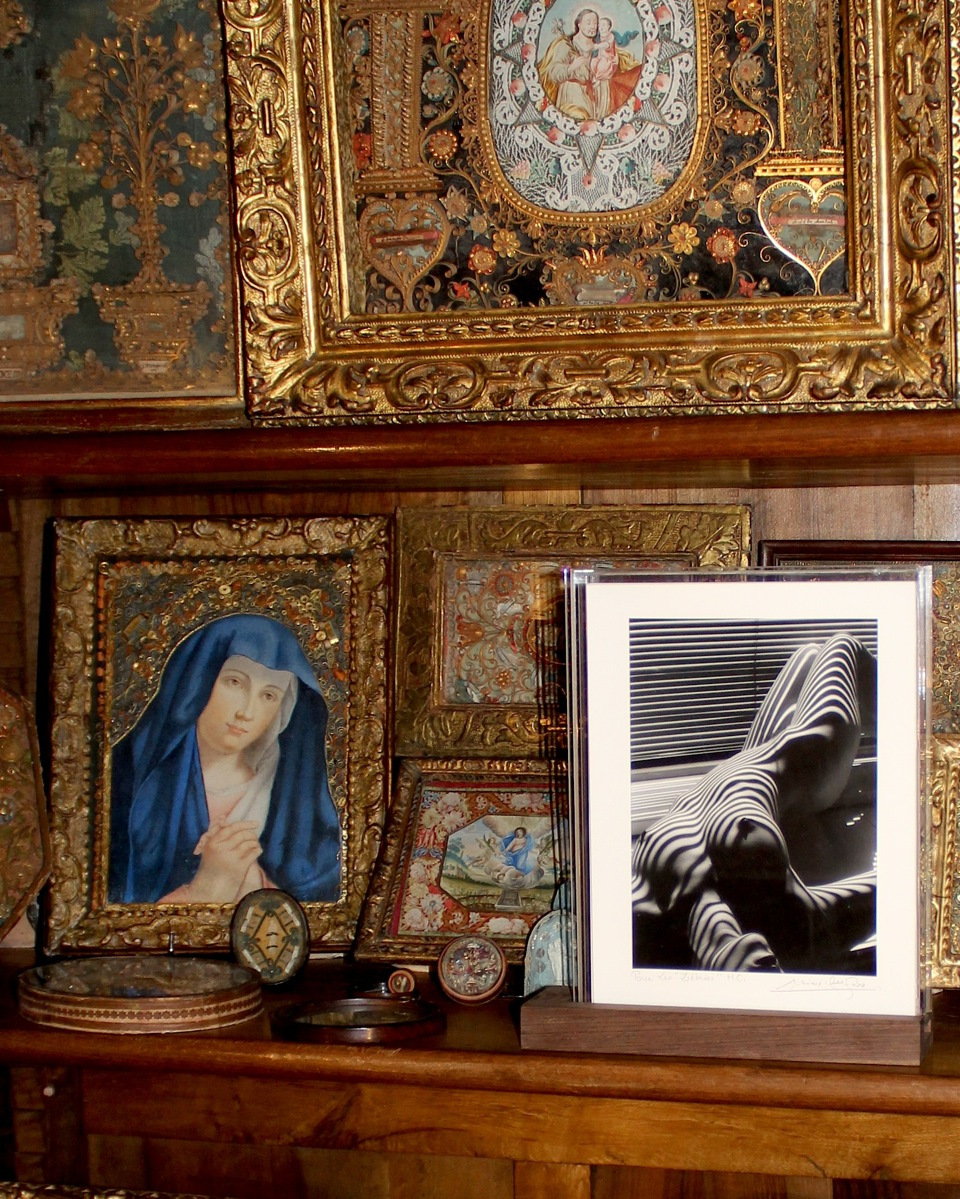
Paperolles et photographie de Lucien Clergue dans un des cabinets de l'hôtel d'Agar.
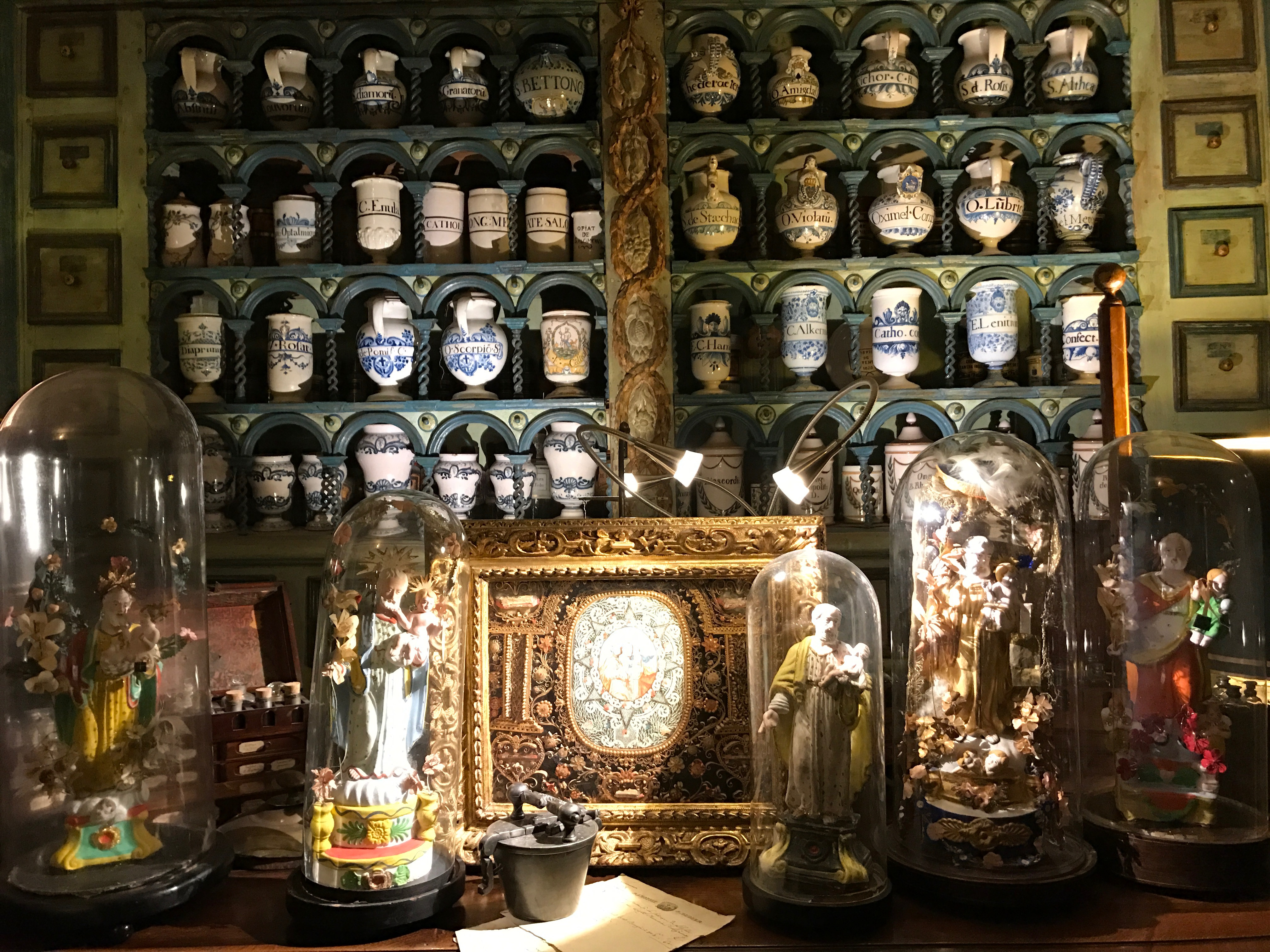
Pharmacie de l'hôtel-Dieu de Saint-Jean-de-Losne[Quoi ?], 1658.
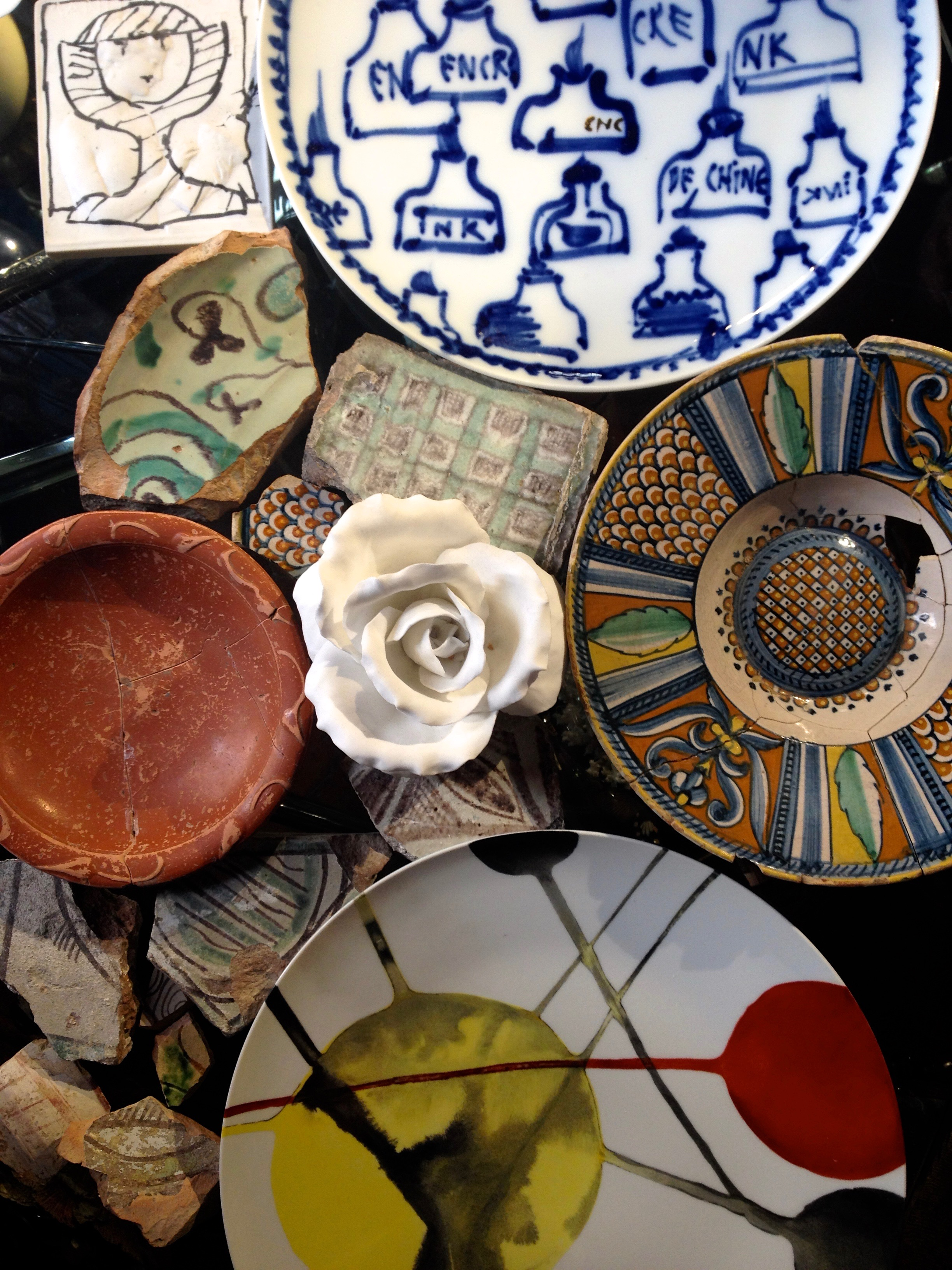
Sèvres contemporain mélangé aux vestiges archéologiques du lieu.
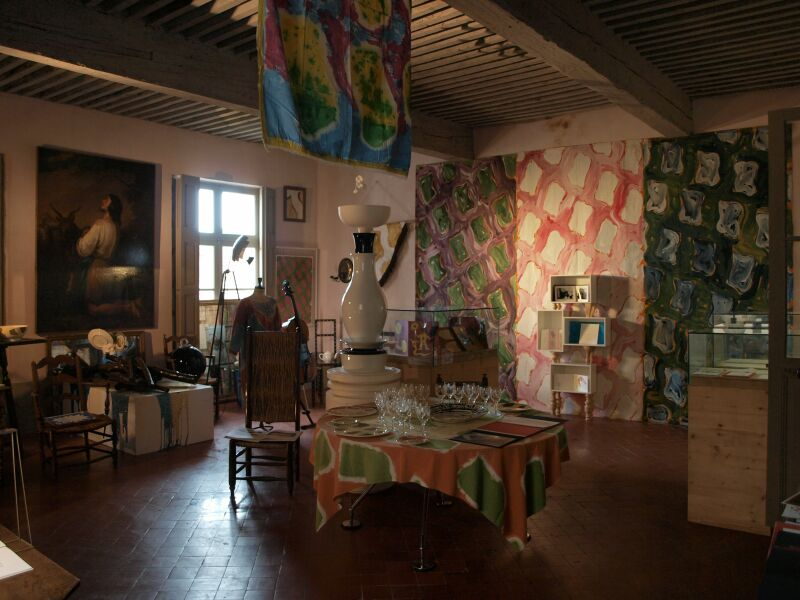
Œuvres de Claude Viallat et Sam Baron.